# Tarzan, der Affenmensch
Tarzan, der Affenmensch, auch bekannt als Tarzan, der Herrscher des Urwalds und Tarzan, der Mann aus dem Urwald (Originaltitel: Tarzan the Ape Man), ist ein US-amerikanischer Abenteuerfilm aus dem Jahr 1932. Er basiert auf dem Roman Tarzan of the Apes von Edgar Rice Burroughs. Die Premiere fand am 25. März in New York City statt.

## Handlung
James Parker ist ein Großwildjäger. Er zieht durch Afrika auf der Suche nach dem legendären großen Friedhof der Elefanten. Seine Tochter Jane und ihr Verlobter Harry Holt begleiten ihn. Die Expedition wird durch einen weißen Affenmenschen gestört. Tarzan lebt seit seiner Kindheit im Urwald unter Affen. Er entführt die hübsche Jane in sein Haus hoch oben in den Bäumen. Jane fürchtet sich zunächst, findet dann jedoch Zutrauen zu Tarzan. Sie stellt fest, dass er kein Wort Englisch spricht, und lehrt ihn die ersten Worte: „Jane. Tarzan. Jane. Tarzan.“ Oder in der deutschen Synchronfassung: „Ich Tarzan, Du Jane.“
Tarzan bringt schließlich Jane zu ihrem Vater und Verlobten zurück, doch Jane bleibt mit ihren Gedanken bei Tarzan. Als Jane mit ihrem Vater und Harry Holt von Pygmäen entführt wird, kommt Tarzan zu Hilfe. Mit seinen Elefanten befreit er die Engländer. Jane, die sich in Tarzan verliebt hat, entscheidet sich für ein Leben mit Tarzan in der Wildnis fernab der Zivilisation.

## Hintergrund
Tarzan, der Affenmensch ist der erste Tarzan-Film von Metro-Goldwyn-Mayer und der erste Tarzan-Film mit dem Schwimmolympiasieger Johnny Weissmüller in der Titelrolle. 1922 hatte er als erster Mensch die 100 Meter unter einer Minute geschwommen. Zuvor hatte es bereits einige Tarzan-Filme gegeben. Weissmüller sollte bis Ende der 1940er Jahre die Rolle spielen, die Serie lief jedoch mit anderen Darstellern wie Lex Barker bis in die 1970er Jahre hinein. Allerdings waren die Filme zu dieser Zeit schon dem B-Film zuzuordnen.
Weissmüller an die Seite gestellt wurden die gerade zum Star aufgestiegene Maureen O’Sullivan, der erfahrene Neil Hamilton und der Charakterdarsteller C. Aubrey Smith. Der Film wurde mit rund 600.000 US-Dollar produziert und konnte hervorragende 2,5 Millionen US-Dollar weltweit an den Kinokassen einspielen.
In dem Film war zum ersten Mal der berühmte Affenschrei Tarzans zu hören, den Johnny Weissmüller, dank seiner Jodel-Künste, selbst ausführte. Berühmt im deutschsprachigen Raum ist auch der Satz „Ich Tarzan, Du Jane“, den Johnny Weissmüller aber im Original so nie gesagt hat. Der Originaldialog zeigt eine noch geringere Fähigkeit zu sprechen:
- Jane: „Jane.“
- Tarzan: „Jane.“
- Jane: „And you? You?“
- Tarzan: „Tarzan! Tarzan!“
- Jane: „Tarzan.“
- Tarzan: „Jane. Tarzan. Jane. Tarzan.“

## Zensur in Deutschland
Der Film war am 2. August 1932 von der Zensur zugelassen worden und am 9. Januar 1933, also noch vor der NS-Machtergreifung in Berlin gestartet. Ein Jahr später wurde er auf Antrag der Württembergischen Regierung erneut der Film-Oberprüfstelle vorgelegt, die ein Exempel statuieren wollte. Diese beschied am 2. März 1934, dass ein „Film, der das rein Triebhafte in den Vordergrund stelle, in seiner Tendenz darauf hinauslaufe, dass ein Urwaldmensch, ja selbst ein Affe, edelster Seelenregungen fähig und als Ehepartner würdig sei, […] den bevölkerungspolitischen Tendenzen des Nationalsozialismus [entgegenlaufe]“. In der Begründung hieß es des Weiteren: „Die entsittlichende und verrohende Wirkung […] werde dadurch beleuchtet, dass das Publikum an der Stelle, wo ein sympathischer kleiner Affe unter entsetzlichen Todesschreien ungelenk vor einem brüllenden Panther davoneilt, angesichts dieser Todesnot der Kreatur gelacht und weiterhin vor Vergnügen gequietscht habe […]“. Diese Entscheidung markierte einen Wendepunkt in der NS-Zensurpolitik, die nun immer unberechenbarer wurde.
In der DDR lief der Film unter dem Titel „Tarzan, der Mann aus dem Urwald“ nur in einer zensierten Fassung. Geschnitten wurde hauptsächlich das Finale, in dem Tarzan gegen einen großen Orang Utan kämpft.

## Kritiken
„Dank der fantasie- und ideenreichen Gestaltung ist der Film besser als alle späteren Filme des Genres“, urteilte das Lexikon des internationalen Films. Cinema fand den Film „prächtig inszeniert, die Darsteller geben ihr Bestes“ und schrieb: „Der erste Tonfilm-Tarzan schlug ein wie eine Bombe, obgleich die Dialoge eher karg ausfielen. Dafür geizte der Schwimm-Superstar Johnny Weismuller nicht mit nackter Haut und tollen Stunts. Publikum und Kritik waren begeistert, wie der Herr des Dschungels im Handumdrehen aus einer wilden Elefantenhorde einen Flohzirkus machte.“ Für die Fernsehzeitschrift Prisma war der Film „[e]in unverwüstlicher Klassiker des Abenteuerfilms“. Obwohl es bereits in der Stummfilm-Ära eine Reihe von Tarzan-Verfilmungen gegeben habe, sei „dies zumindest die definitive Tonfilmfassung“.

## Deutsche Fassung
Die heute verwendete Synchronfassung entstand 1972 unter der Leitung von Lothar Michael Schmitt für die ARD.
| Rolle            | Darsteller         | Synchronsprecher      |
| ---------------- | ------------------ | --------------------- |
| Tarzan           | Johnny Weissmüller | Thomas Danneberg      |
| Jane Parker      | Maureen O’Sullivan | Heidi Treutler        |
| Harry Holt       | Neil Hamilton      | Joachim Hansen        |
| Mr. James Parker | C. Aubrey Smith    | Siegfried Schürenberg |
| Riane            | Ivory Williams     | Panos Papadopulos     |